# Малинов медосмукач
Малинов медосмукач (Epthianura tricolor) е вид птица от семейство Meliphagidae.

## Разпространение
Видът е разпространен в Австралия.